# Спанос, Алекс
Алекса́ндр Гас «А́лекс» Спа́нос (англ. Alexander Gus «Alex» Spanos; 28 сентября 1923, Стоктон, Калифорния, США — 9 октября 2018, там же) — американский девелопер и филантроп, миллиардер, владелец спортивного клуба «Лос-Анджелес Чарджерс» (1984—2018). Основатель компании «A. G. Spanos Companies» — одного из крупнейших застройщиков квартир в США. Один из самых богатых греков США и мира, состояние которого журнал «Forbes» оценивал в 2,4 млрд долларов (2018). Отец Дина Спаноса.
Будучи одним из активнейших деятелей греческой общины США и диаспоры в целом, являлся членом Ордена святого апостола Андрея (архонт депутатос Вселенского Патриархата), Американо-греческого прогрессивного просветительского союза (AHEPA) и других крупных греко-американских организаций.
Лауреат Награды Аристотеля от AHEPA (1984), Почётной медали острова Эллис (1986), Премии Афинагора в области прав человека (2004), командор Большого креста Ордена Макариоса III (Республика Кипр, 2004) и Ордена Почёта (Греция, 2008).
Один из крупнейших частных финансовых доноров Республиканской партии США.
Член Зала славы ордена Де Моле (1997).

## Биография
Один из шестерых детей в семье греческих иммигрантов Константиноса и Эвантии Спанос из Каламаты (Пелопоннес, Греция). В возрасте восьми лет начал работать в пекарне/кондитерской «Roma Lunch», принадлежавшей его отцу.
В 1942 году бросил учёбу в колледже, и в качестве пилота присоединлся к программе подготовки Военно-воздушных сил Армии США, которую в итоге не окончил и стал служить стрелком хвостовой стрелково-пушечной установки в период Второй мировой войны. Позже окончил Тихоокеанский университет.
В 1951 году взял взаймы у местного банкира 800 долларов с целью приобретения фургона, который затем использовал для продажи сэндвичей трудовым мигрантам, работавшим в сельскохозяйственном секторе в долине Сан-Хоакин.
В 1955 году, заработав к этому времени свой первый миллион долларов, занялся инвестированием в недвижимость, и по предложению своих бухгалтеров начал строить квартиры.
В 1960 году Спанос учредил компанию «A. G. Spanos Companies», которая к 1977 году стала крупнейшим застройщиком квартир в Соединённых Штатах. Штаб-квартира корпорации, имеющей 10 дочерних обществ, находится в Стоктоне.
В 1984 году Спанос приобрёл за 48,3 млн долларов 60 % акций профессионального клуба «Сан-Диего Чарджерс» (сегодня «Лос-Анджелес Чарджерс»). Выкупив в последующие 10 лет ценные бумаги у нескольких мелких совладельцев, он стал контролировать 97 % акций команды.
Являлся одним из основателей и председателем консультативного совета организации «FAITH: An Endowment for Orthodoxy & Hellenism», а также членом-основателем благотворительного фонда «Leadership 100». Обе структуры оказывают финансовую поддержку институтам Греческой Православной Архиепископии Америки для сохранения и продвижения греческого православия и эллинизма в США. Был президентом архиепископского совета Американской архиепископии.
Автор книги «Sharing the Wealth: My Story» (2002).
Умер 9 октября 2018 года на 95 году жизни.

## Личная жизнь
В 1948—2018 годах был женат на Фэй Папафаклис (умерла 8 августа 2018 года), чья семья происходила с острова Сими (Греция). Пара имела четверых детей.

## Память
В честь Алекса Спаноса названы следующие спортивные объекты в Калифорнии:
- Alex G. Spanos Center[англ.] (Стоктон)
- Alex G. Spanos Stadium (средняя школа имени Линкольна[англ.], Стоктон)
- Alex G. Spanos Sports and Recreation Complex (Университет штата Калифорния в Сакраменто[англ.])
- Alex G. Spanos Athletic Performance Center (Калифорнийский университет в Сан-Диего)
- Alex G. Spanos Stadium[англ.] (Сан-Луис-Обиспо)

а также:
- Alex G. Spanos Heart & Vascular Center (Сакраменто)[34]